# È
È ، è یک نویسهٔ لاتین‌است و برساخته از یک E با اکسان گراوی بر فراز آن.

## کاربردها
- در زبان انگلیسی در دو مورد از è استفاده‌می‌شود. یکی برای نشان‌دادن تلفظ متفاوت فعل ماضی در متن‌های کلاسیک، برای نمونه blessèd نشان‌دهندهٔ تلفظ bles-sed به جای blest. همچنین در وامواژه‌های بیگانه در این زبان نیز این حرف دیده می‌شود.
- در زبان ایتالیایی È، با تلفظ [ɛ]، فعلی به معنای است می‌باشد.
- è در پین‌یین واکه‌ای است با آوای [ɤ].

## منبع
Wikipedia contributors, "È," Wikipedia, The Free Encyclopedia, http://en.wikipedia.org/w/index.php?title=%C3%88&oldid=607428285 (accessed July 21, 2014). 